# ادموند وایل
ادموند وایل (آلمانی: Edmund Weil؛ ‏ ۱۶ آوریل ۱۸۷۹ – ۱۵ ژوئن ۱۹۲۲) میکروب‌شناس آلمانی‌تبار پادشاهی بوهم بود. او بیشتر به دلیل «آزمایش وایل-فلیکس» شناخته می‌شود که در تشخیص عفونت‌های ریکتزیایی مورد استفاده قرار می‌گیرد. او این پژوهش را در طول جنگ جهانی اول انجام داد و خودش بر اثر یک عفونت تیفوس اتفاقی در آزمایشگاهش درگذشت.
او دانش‌آموختهٔ رشتهٔ پزشکی در دانشگاه آلمانی شارل-فردیناند پراگ بود و تخصص آسیب‌شناسی خود را در برلین دریافت داشت. سپس از سال ۱۹۰۵ دستیار هانس کیاری شد و در سال ۱۹۰۹ به درجهٔ شایستگی علمی در آسیب‌شناسی رسید. او در سال ۱۹۱۱ با «ویکتور کافکا» بر روی واکنش‌های مایع مغزی-نخاعی با خون کار کرد و از سال ۱۹۱۵ استاد دانشگاه شد. ادموند وایل مدتی کوتاه نیز با رودولف وایگل همکاری کرد. وی در طول جنگ جهانی اول، در آزمایشگاه‌هایی در مرزهای گالیسیا و بالکان کار می‌کرد. او مجبور بود با سربازانی که به تیفوس مبتلا شده بودند، کار کند و در سال ۱۹۱۶ توانست یک آزمایش تشخیصی سرمی ایجاد کند که بعدها به «آزمایش وایل-فلیکس» شهرت یافت.
در یکی از روزهای کار آزمایشگاهی، یکی از همکارانش به نام «فردریک برینل» هنگام تزریق باکتری به یک حیوان آزمایشگاهی، به‌طور تصادفی مقداری ریکتزیا به صورت او پاشید و تصور می‌شود که وایل کمی بعد به نوعی تیفوس مبتلا شد و در همان مؤسسه بهداشتی که در آن کار می‌کرد، درگذشت. او هنگام مرگ در ۱۵ ژوئن ۱۹۲۲ در پراگ ۴۳ ساله بود.